# Quotient
In der Mathematik und in den Naturwissenschaften bezeichnet der Quotient ein Verhältnis von zwei Größen zueinander, also das Ergebnis einer Division. Der Quotient von zwei ganzen Zahlen (Dividend und Divisor) ist immer eine rationale Zahl und kann als Bruch geschrieben werden, z. B. {\displaystyle {\tfrac {2}{3}}=2/3=2:3} für zwei Drittel.
Ein Quotient dient oftmals der Einordnung eines Wertes in einen Gesamtmaßstab, so z. B. der Intelligenzquotient, der die mit einem Intelligenztest ermittelte Zahl für eine Person mit der ihrer Altersgruppe entsprechenden „durchschnittlichen Intelligenz“ in Beziehung setzt. Der Intelligenzquotient 100 steht dabei für den Durchschnitt. Weitere Beispiele sind die Proportionen der Nationalflaggen oder Seitenverhältnisse.
Verhältnisse gleichartiger Größen werden häufig in Prozent angegeben, wobei sich der Wert des Verhältnisses nicht verändert, z. B. {\displaystyle {\tfrac {1}{5}}=20\,\%}. Um den Prozentwert zu erhalten, wird der Verhältnisbruch mit eins multipliziert, wobei {\displaystyle 1=100\,\%}. Im Beispiel: {\displaystyle {\tfrac {1}{5}}={\tfrac {100}{5}}\,\%=20\,\%}.
Besondere Quotienten in diesem Sinne sind z. B.:
- Die Steigung als Verhältnis des Wertzuwachses auf der senkrechten Koordinatenachse zum Wertzuwachs auf der waagerechten Achse.
- Der Maßstab als Verhältnis zweier Längen.

Auch viele physikalische Größen werden als Quotienten definiert, z. B.
- Ausdehnungskoeffizient, Wirkungsgrad,
- Spezifische Größen wie die Dichte.

## Proportionen
Verhältnisgleichungen oder Proportionen sind Gleichungen, die zwei Verhältnisse gleichsetzen:
{\displaystyle a:b=c:d}
{\displaystyle a} und {\displaystyle c} heißen auch Vorderglieder, {\displaystyle b} und {\displaystyle d} Hinterglieder der Proportion. Darüber hinaus heißen {\displaystyle a} und {\displaystyle d} Außenglieder sowie {\displaystyle b} und {\displaystyle c} Innenglieder. Die Proportion kann durch Kreuzmultiplikation in eine Gleichung der Form {\displaystyle a\cdot d=c\cdot b} umgeformt werden. Durch Vertauschen der Innenglieder bzw. der Außenglieder einer Proportion entstehen neue Proportionen: {\displaystyle a:c=b:d} und {\displaystyle d:b=c:a}. Darüber hinaus gelten die Gesetze der korrespondierenden Addition und Subtraktion:

### Gesetze der korrespondierenden Addition und Subtraktion
Es sei die Proportion {\displaystyle a:b=c:d} gegeben. Dann gelten auch die Proportionen
{\displaystyle {\frac {a+b}{b}}={\frac {c+d}{d}}} und {\displaystyle {\frac {a}{a+b}}={\frac {c}{c+d}}} und {\displaystyle {\frac {a-b}{b}}={\frac {c-d}{d}}} und {\displaystyle {\frac {a}{a-b}}={\frac {c}{c-d}}} und {\displaystyle {\frac {a+b}{a-b}}={\frac {c+d}{c-d}}}.

### Fortlaufende Proportionen
Gelegentlich findet sich auch die Schreibweise
{\displaystyle a:b:c=u:v:w},
die als „{\displaystyle a}, {\displaystyle b}, {\displaystyle c} verhalten sich wie {\displaystyle u} zu {\displaystyle v} zu {\displaystyle w}“ ausgesprochen wird. Diese fortlaufenden Proportionen, auch Kettenproportionen oder Verhältnisketten genannt, sind nicht als eine einzelne Gleichung zu verstehen, sondern sind vielmehr eine Kurzform für die beiden Gleichungen
- {\displaystyle a:b=u:v} und
- {\displaystyle b:c=v:w}

bzw. äquivalent
- {\displaystyle a:u=b:v} und
- {\displaystyle b:v=c:w}.[1]

### Beispiele
- Die Definition des Goldenen Schnitts
- Der Sinussatz
- Die Strahlensätze
- Das Brechungsgesetz der Optik
- Die Oktave der Musik